# 間接反証
間接反証（かんせつはんしょう）とは、ある主要事実について証明責任を負う者が経験則上主要事実を推認させるのに十分な間接事実を証明した場合に、相手方がその間接事実とは両立しうる別個の間接事実を証明することによって、主要事実の推認を妨げる証明活動をいう。民事訴訟法学上の概念の1つ。

## 具体例
原告が被告に100万円貸した事例で、100万円貸した翌日に被告の口座には100万円入金されていたことを原告が主張(間接事実)

これに対し、被告は100万円は宝くじで当たったものだと主張した場合。